# Куусмаа, Айвар
Айвар Куусмаа (эст. Aivar Kuusmaa; род. 12 июня 1967, Таллин, Эстонская ССР) — советский и эстонский баскетболист, мастер спорта СССР (1986), впоследствии эстонский баскетбольный тренер. Как игрок — чемпион СССР и Эстонии, призёр чемпионата Греции, обладатель Кубков Эстонии и Греции. Как тренер — неоднократный чемпион и обладатель Кубка Эстонии, возглавлял молодёжные сборные этой страны.

## Биография
Айвар Куусмаа родился в 1967 году. Его отец Ааре с детства привил Айвару интерес к баскетболу. В 1984 году Куусмаа стал серебряным призёром Всесоюзной спартакиады школьников, а два года спустя с юношеской сборной СССР завоевал медали такого же достоинства на чемпионате Европы среди юниоров.
Окончив в 1987 году Таллинскую спортивную школу-интернат (ТСИК), Куусмаа выступал за эстонские клубы, а в 1989—1990 году играл в США в составе клуба «Янгстаун Прайд», став с ним чемпионом Всемирной баскетбольной лиги. По возвращении в СССР вошёл в состав таллинского клуба «Калев» и завоевал с ним звание чемпиона СССР в сезоне 1990/1991, победив в финале ленинградский «Спартак». Перед этим в полуфинальной серии против соперников из Риги Куусмаа получил травму паха, но успел восстановиться к финалу.
В 1993 году Куусмаа в рядах сборной независимой Эстонии принял участие в финальной части чемпионата Европы. На групповом этапе эстонцы обыграли будущих чемпионов — команду Германии — со счётом 113:103, и в этом матче Куусмаа набрал 30 очков (позже улучшив этот результат против Боснии и Герцеговины с 40 очками). В итоге эстонская команда заняла на чемпионате шестое место. С 1993 по 1996 год Куусмаа выступал в Греции в составе «Панатинаикоса». В связи с ограничениями на число иностранных игроков Куусмаа и Тийт Сокк были официально записаны как греки — в частности, к фамилии Куусмаа была добавлена вторая — Магулас. В составе «Панатинаикоса» эстонец завоевал в 1994 году бронзовые, а в 1995 и 1996 годах — серебряные медали чемпионата Греции, добавив к ним в 1996 году Кубок Греции.
Остаток игровой карьеры Куусмаа провёл на родине, за исключением половины сезона в бельгийском «Льеже» (одновременно в бельгийском клубе «Остенде» играли другие звёзды «Калева» — Герт Кулламяэ и Рауно Пехка).
В 2005 году Куусмаа начал тренерскую карьеру в «Калеве» — том же клубе, где заканчивал играть. Одновременно он был избран в городской совет Таллинна от Народного союза и оставался депутатом до 2009 года, впоследствии перейдя в Центристскую партию. За два периода работы с «Калевом» в качестве тренера Куусмаа завоевал с клубом два Кубка Эстонии (2005, 2006), три титула чемпиона Эстонии (2006, 2011 и 2012) и звание вице-чемпиона в 2007 году. С клубом ТТУ он стал бронзовым призёром в 2009 году, а с 2015 по 2018 год с клубом «Рапла» завоевал три бронзовых и одну серебряную медаль. В 2007—2008 годах тренировал юношескую сборную Эстонии, вновь заняв пост её главного тренера в 2019 году.
От жены Мари-Эпп (экс-чемпионки Эстонии по настольному теннису) у Айвара Куусмаа две дочери — Геттер и Гертруд — и сын Каспар-Клемет.

## Награды и звания
Игрок
- Чемпион ВБЛ[англ.] (1990)
- Чемпион СССР (1991)
- 3-кратный чемпион Эстонии (1992, 1993, 1999), 4-кратный чемпион Эстонской ССР (1986, 1988—1990)[3]
- 3-кратный обладатель Кубка Эстонии (1992, 1997, 2003)[3]
- Обладатель Кубка Греции (1996)

Тренер
- Чемпион Эстонии (2006, 2011, 2012)
- Обладатель Кубка Эстонии (2005, 2006)